# Alseodaphne intermedia
Alseodaphne intermedia är en lagerväxtart som beskrevs av Kostermans. Alseodaphne intermedia ingår i släktet Alseodaphne och familjen lagerväxter. Inga underarter finns listade i Catalogue of Life.